# 1359
Évszázadok: 13. század – 14. század – 15. század
Évtizedek: 1300-as évek – 1310-es évek – 1320-as évek – 1330-as évek – 1340-es évek – 1350-es évek – 1360-as évek – 1370-es évek – 1380-as évek – 1390-es évek – 1400-as évek
Évek: 1354 – 1355 – 1356 – 1357 –  1358 – 1359 – 1360 – 1361 – 1362 – 1363 – 1364

## Események

### Határozott dátumú események
- október 28. – III. Eduárd angol király partra száll Calais-ban és megtámadja Franciaiországot.[1]

### Határozatlan dátumú események
- május-július –
  - I. Lajos magyar király hadjáratot vezet Szerbiában a felsőbbségét elismerő Lázár szerb fejedelem támogatására.[2]
- az év folyamán –
  - Lajos a nápolyi–magyar szövetség megújítását dolgozik Itáliában. (Az itáliai politikája miatt a következő évre kiéleződik a helyzet Luxemburgi Károly császárral.)[3]
  - Orhán szultánt fia, I. Murád követi az Oszmán Birodalom trónján.[4]
  - Berlin városa csatlakozik a Hanza-szövetséghez.[5]
  - V. Lajos bajor herceget és feleségét feloldják az egyházi átok alól.

## Születések
- október 12. – Dimitrij Donszkoj moszkvai és vlagyimiri nagyherceg († 1389)
- Lancasteri Filippa portugál királyné
- Owain Glyndwr Wales utolsó hercege

## Halálozások
- Orhán oszmán szultán (* 1279 körül)
- II. Iván moszkvai és vlagyimiri nagyfejedelem (* 1326)